# L'Étang-Bertrand

L'Étang-Bertrand este o comună în departamentul Manche, Franța. În 1 ianuarie 2022 avea o populație de 344 de locuitori.